# Serrat de la Solana
El Serrat de la Solana és un serrat del terme municipal de Castell de Mur, a la comarca del Pallars Jussà, dins del terme antic de Mur.
Pertany a l'entorn del poble de Vilamolat de Mur. Està situat a llevant de Vilamolat de Mur; el serrat davalla cap al sud-est des de Casa Josep, que és el punt més alt del serrat. A migdia del serrat es troba el Solà de la Roca i al nord els Mallols de Josep. El serrat està delimitat al sud per la llau de la Solana i al nord per la llau dels Mallols.